# Латконосий вуж західний
Латконосий вуж західний (Salvadora hexalepis) — неотруйна змія з роду Латконосий вуж родини Вужеві. Має 4 підвиди.

## Опис
Загальна довжина сягає 1—1,2 м. Голова стиснута з боків, має великі очі з округлими зіницями. Особливість — наявність помітної, загнутої догори луски на кінчику морди. Забарвлення спини бежеве або кремове з двома парами темних смуг уздовж спини, боки світліші центральної частині. Черево має білий або кремовий колір.

## Спосіб життя
Полюбляє сухі ділянки, особливо на різнотрав'ї, пустельні чагарники. Це стрімка, моторна змія. Активна вдень. Харчується ящірками та їх яйцями, дрібними зміями, мишоподібними.
Це яйцекладна змія. Самиця у серпні—вересні відкладає від 4 до 10 яєць.

## Розповсюдження
Мешкає у штатах США: Каліфорнія, Невада, Аризона, Нью-Мексико, Техас, Мексики: Баха-Каліфорнія, Сонора, Чіуауа, Синалоа.

## Підвиди
- Salvadora hexalepis hexalepis
- Salvadora hexalepis klauberi
- Salvadora hexalepis mojavensis
- Salvadora hexalepis virgultea